# L'Espace d'un an
L'Espace d'un an (en version originale The Long Way to a Small, Angry Planet) est le premier roman de Becky Chambers, publié en 2014. C'est aussi le premier de sa quadrilogie Les Voyageurs. Ce récit de science-fiction, qui est un des premiers associés au sous-genre du hopepunk, se déroule dans l'univers fictif de l'Union galactique. Chambers l'a initialement auto-publié via une campagne Kickstarter ; il a ensuite été réédité par Hodder & Stoughton.

## Synopsis
Fuyant son ancienne vie, Rosemary Harper se fait embaucher comme greffière par le capitaine du vaisseau spatial Le Voyageur, et suit son équipage multi-espèces dans ses différentes missions à travers la galaxie. Le roman s’intéresse davantage à l'évolution des personnages qu’à l’aventure, chaque membre de l'équipage ayant une histoire à raconter ou une crise à affronter. Ils rencontrent plusieurs environnements extraterrestres sur le lent chemin vers leur destination. À la fin, une situation de crise précipite des changements dans les relations entre les personnages et les oriente sur de nouvelles voies.

## Personnages
- Ashby Santoso est le capitaine humain du Voyageur. C'est un exodien, c'est-à-dire qu'il a grandi dans la flotte d'Exode regroupant la majeure partie de l'humanité qui a fui la Terre, devenue presque inhabitable. Familier avec la vie dans l'espace, il garde le reste de l'équipage sous contrôle.
- Rosemary Harper est la dernière arrivée à bord du Voyageur, embauchée comme greffière. C'est une humaine née sur Mars, qui a quitté sa planète natale pour fuir une histoire familiale difficile qu'elle s'efforce de cacher au reste de l'équipage.
- Ohan est un Sianat mâle, d'apparence proche d'un primate, qui forme une paire avec le chuchoteur, un neurovirus qui lui a été innoculé. Ensemble, ils ont la capacité de concevoir l'espace multidimensionnel et de gérer la percée de trous de ver à travers cet espace par un vaisseau tunnelier (équipé d'une foreuse interspatiale) comme le Voyageur, pour relier deux points de l'espace éloignés de plusieurs années-lumière. Ils ne quittent jamais le vaisseau et restent souvent dans leur cabine, à l'écart du reste de l'équipage, lorsqu'ils ne guident pas le pilotage de Sissix à travers l′infrastrate (« l'espace sous l'espace »).
- Sissix est la pilote du Voyageur. C'est une Aandriske, une des trois espèces ayant formé l'Union galactique, caractérisée par son apparence reptilienne et ses relations sociales et sexuelles très libres. Lorsqu'elle ne pilote pas le vaisseau, elle est proche d'Ashby et se dispute souvent avec Corbin.
- Artis Corbin est l′alguiste du navire. C'est un humain très peu sociable et souvent conflictuel, qui reste la plupart du temps dans son alguerie, pour ajuster ses cuves à algues, qui servent de carburant au Voyageur.
- Docteur Miam est un Grum, une espèce non-UG (d'origine étrangère au territoire de l'Union galactique) caractérisée par ses variations de sexe. Il est à la fois le médecin et le chef cuisinier à bord du Voyageur.
- Kizzy Shao est la tech méca (la technicienne mécanique) du Voyageur. C'est une humaine extravertie, très proche de l'autre technicien du vaisseau, Jenks.
- Jenks est le tech info (technicien informatique) du Voyageur. C'est un humain de taille plus petite que la plupart des gens dans l'Union galactique, et qui a choisi de ne pas accepter les modifications corporelles proposées par les médecins.
- Lovelace, surnommée Lovey par l'équipage, est l'IA embarquée du Voyageur qui gère les communications et les systèmes du vaisseau. Paramétrée par Jenks, elle a acquis une personnalité tellement sensible et humanisée qu'elle a développé une relation amoureuse avec lui.

## Production
En 2012, Becky Chambers lance une campagne de financement participatif sur Kickstarter, dans le but de récolter les 2 500 $ qui lui sont nécessaires pour travailler à mi-temps pendant deux mois, afin de réussir à terminer l'écriture du roman,. Elle déclare que l’auto-publication est une option de secours et que son intention est de trouver un éditeur régulier.
Fin février 2013, elle annonce avoir terminé l'écriture du livre et trouvé un agent littéraire ; le livre est publié par Hodder & Stoughton en 2015.

## Réception critique
Le livre est présélectionné pour le prix Arthur C. Clarke 2016, et est nommé pour le prix Sydney James Bounds du meilleur nouvel auteur aux prix British Fantasy 2016. C'est le premier roman auto-édité à être présélectionné pour le prix Kitschies (en)"Golden Tentacle" (Tentacule d'or) du meilleur premier roman.
Le journaliste Eric Brown du Guardian l'a qualifié de « tour de force, profondément humain et discret, qui aborde la politique et les questions de genre avec un optimisme rafraîchissant ». De même, l'écrivain Adam Roberts a estimé que c'était « un space opera très divertissant, avec d'intéressantes réflexions nuancées sur le genre » ; James Nicoll a observé pour sa part que, bien que le cadre évoquait le jeu de rôle Traveller, il rappelait plus fortement la nouvelle de James Tiptree, Jr. « And I Awoke and Found Me Here on the Cold Hill's Side (en) », mais seulement « si James Tiptree, Jr. au lieu d'être implacablement, inexorablement déprimant, avait été un optimiste joyeux ».
Linda Wilson, dans le magazine Strange Horizons (en) a félicité Becky Chambers pour le réalisme convaincant des relations et des conversations entre les personnages. De même, l'écrivain Andrew Liptak, sur le site Io9, a considéré qu'il s'agit d'un roman « empli d'amour et d'affection pour ses personnages » comparable aux « meilleurs univers de space opera ».
Plusieurs critiques ont souligné que l'intrigue était peu développée mais que cela affectait peu la qualité du récit, centré sur les relations entre les personnages. Ainsi, dans le Financial Times, le romancier James Lovegrove a décrit ce premier livre comme « de la SF pour la génération Tumblr, un conte réconfortant de non-conformisme, de fluidité des genres, de multiculturalisme et de relations sexuelles peu orthodoxes », « parfaitement agréable », mais « manquant quelque peu de tension dramatique ». De même, Adrienne Martini a déclaré dans Locus que même si l'ouverture du roman était « du pain béni pour les fans de space opera », et même si elle pensait que les lecteurs « adoreraient ces personnages et l'univers magnifiquement développé qu'ils habitent », en fin de compte « rien ne se passe » jusqu'aux 40 dernières pages ; Martini a toutefois souligné que le roman vaut la peine d'être lu en raison de ses personnages et de sa construction d'univers. Sur Tor.com (en), l'écrivain Niall Alexander a noté que même si ce n'est pas un « blockbuster à toute épreuve », et même s'il a une « intrigue simpliste (qui) ne peut rivaliser ni avec la profondeur et la complexité des personnages de Chambers ni avec le sens de l'émerveillement suggéré par son décor stellaire », c'est néanmoins un « délice » et une « joie authentique » ; en fin de compte, a conclu Alexander, le roman « ne parle pas vraiment de la planète en colère de son titre, mais du long chemin qui y mène ».